# دبليو سيريس
دبليو سيريس هي بطولة سباق سيارات تشارك بها السيدات فقط، أنطلق الموسم الأول من البطولة في 2019، تنافس فيها 20 سائقة في 6 سباقات.